# Kråketorpsskogen (Kronobergs län)
Kråketorpskogen är ett naturreservat i Småland som administrativt är uppdelad i två delar. Den norra Kråketorpsskogen (Jönköpings län) ligger  Fröderyds socken i Vetlanda kommun och Hultsjö socken i Sävsjö kommun i Jönköpings län. Denna den södra delen ligger i Asa socken i Växjö kommun i Kronobergs län.
Denna den södra delen i Växjö kommun är skyddad sedan 1993 och är 200 hektar stor.
Naturreservatet består av gammal urskogsliknande barrblandskog. Olika former av kärr och sumpskogar finns längs Musterydsån som rinner genom naturreservatet. I den södra delen av reservatet ligger den lilla sjön Skärgöl.